# Altotonga
Altotonga – miasto we wschodnim Meksyku, w północnej części stanu Veracruz, około 80 km na północny wschód od stolicy stanu Jalapa Enriques. W 2005 roku liczyło około 15 800 mieszkańców. Nazwa “Altotonga” pochodzi od słów "Atl" i "totonqui" z języka nahuatl i oznacza “Wody zimne i termalne" ("En aguas calientes o termales" hiszp.). 

## Gmina Altotonga
Miasto jest siedzibą władz gminy o tej samej nazwie. Powierzchnia gminy wynosi niespełna 1 880 km², a ludność w 2005 roku wynosiła 56 962 mieszkańców. Mieszkańcy gminy zajmują się głównie rolnictwem, z którego najważniejszą dziedziną jest chów bydła.  